# Royal Society of Medicine
A Sociedade Real de Medicina (em inglês Royal Society of Medicine), sob a sigla RSM é um dos principais provedores educacionais de pós-graduação médica credenciado no Reino Unido. A cada ano a RSM organiza mais de 400 eventos acadêmicos e públicos  abrangendo 60 áreas de interesse especial, além prestar um bom fórum multidisciplinar para discussões e debate. Muitos vídeos de leituras-chave são disponíveis on-line, aumentando o acesso ao programa de educação da Sociedade.
A RSM é a base de uma das maiores bibliotecas médicas da Europa  com uma extensa coleção de livros, jornais, revistas eletrônicas e bancos de dados médicos on-line. Bem como proporcionar uma boa educação médica, a Sociedade tem como objetivo promover uma troca de informações e ideias sobre a ciência, prática e organização da medicina, tanto no âmbito da saúde e profissões com a opinião pública responsável e informada. A Sociedade não é um órgão de decisão política e não emite orientações ou padrões de atendimento.